# NGC 5781
NGC 5781 ist eine Balkenspiralgalaxie vom Hubble-Typ SBb im Sternbild Waage und etwa 83 Millionen Lichtjahre von der Milchstraße entfernt. 
Sie wurde am 11. Mai 1831 von John Herschel entdeckt.